# Nokia E72

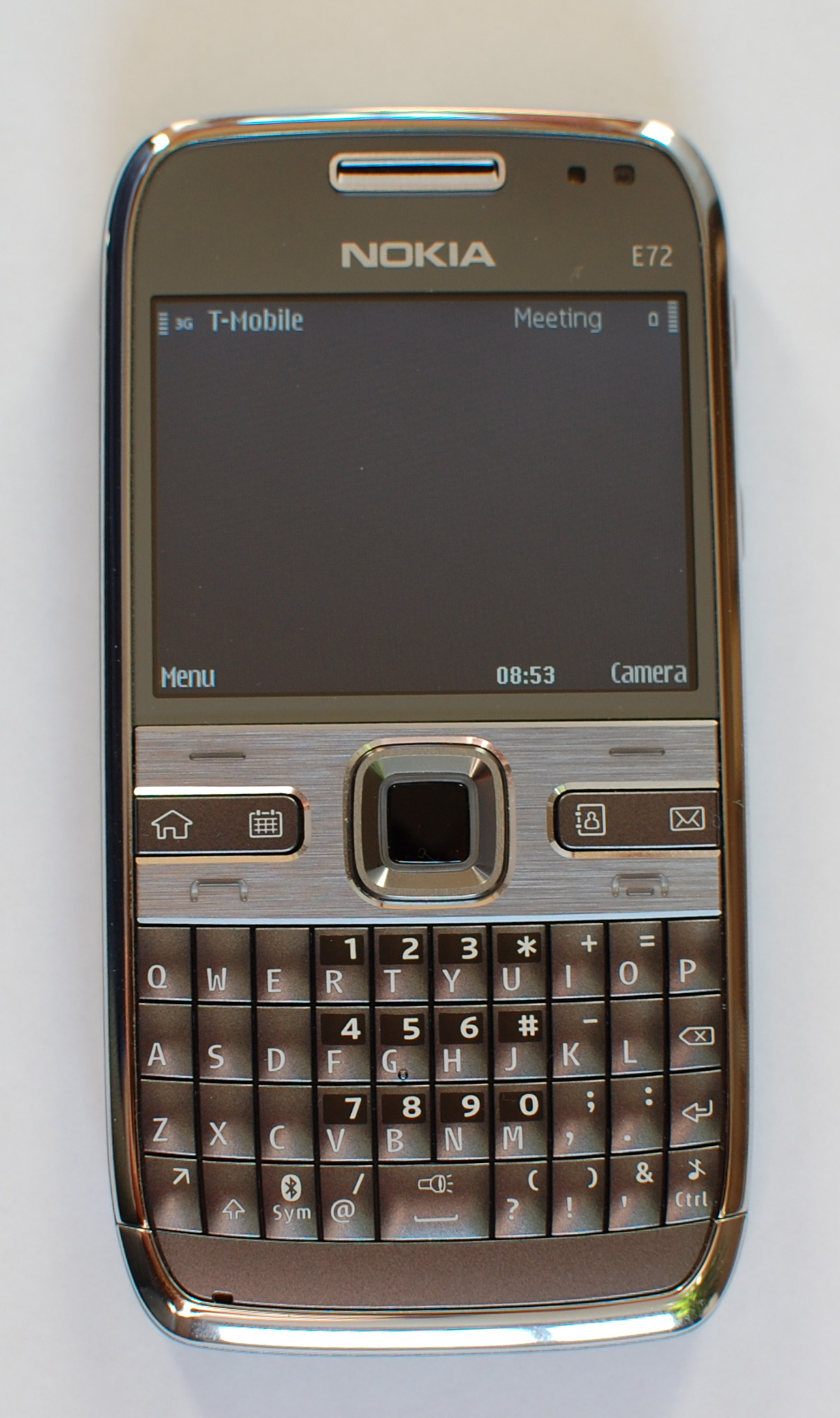
Điện thoại nokia e72

Nokia E72 là chiếc điện thoại dành cho doanh nhân được sản xuất bởi hãng điện thoại Phần Lan Nokia. Chiếc Nokia E72 được cải tiến từ phiên bản đàn anh E71 sau khi được bổ sung, nâng cấp một số chức năng.

## Thông tin chung
Mạng 2g GSM 850/900/1800/1900
Mạng 3g HSDPA 900/1900/2100

## Kích thước
114x58x10 mm, 65 cc
Trọng lượng 128g

## Hiển thị
Màn hình TFT 16 triệu màu
Độ phân giải 320x240 pixels, rộng 2.36 inches
Bàn phím Full QWERTY
Phím cuộn 5 chiều
Phím điều khiển Trackpad

## Âm thanh
Có báo rung, nhạc chuông đa âm sắc, mp3
Loa ngoài với jack cắm 3.5 mm

## Bộ nhớ
Có khả năng lưu không giới hạn các thư mục và danh bạ
Lưu không giới hạn các số đã gọi trong thời gian 30 ngày
Bộ nhớ trong 250MB, 128MB RAM
Khe cắm thẻ nhớ microSD, hỗ trợ lên đến 16GB

## Truyền dữ liệu
GPRS class 32, 100 kbps
EDGE class 32, 296 kbps
3G HSDPA, 10,2 Mbps; HSUPA 2 MBPS
Hỗ trợ Wifi 802.11 b/g, bluetooth v2.0

## Media
Camera chính 5 megapixel, tự động lấy nét, hỗ trợ đèn LED
Quay phim chất lượng VGA 15 khung hình trên giây
Có camera phụ cho videocall

## Đặc điểm
Hệ điều hành Symbian 9.3, series 60v3.2 UI
Bộ xử lý ARM 11 tốc độ 600MHZ
Trình duyệt WAP 2.0/xHTLM, HTLM
Hỗ trợ công nghệ GPS và Nokia Map 3.0. Jave MIDP 2.0

## Pin
Pin chuẩn Li-po 1500 mAh thời gian chờ 480 tiếng(2g), 576 tiếng (3g). thời gian đàm thoại tối đa 12 giờ